# Biem (voornaam)
Biem is een jongensnaam. Uit onderzoek van het Meertens Instituut is gebleken dat de naam in Nederland 86 keer voorkwam als eerste en 27 keer als volgnaam (2017).

## Betekenis
De betekenis van de naam volgens de website Babybytes is bijenhouder. Het Meertens Instituut geeft echter geen verklaring voor de naam, behalve dat het een kindervorm zou zijn en de naam van oudsher op Texel zou voorkomen.

## Personen met de naam (selectie)
- Biem Buijs
- Biem Dudok van Heel